# Plage d'Iracema

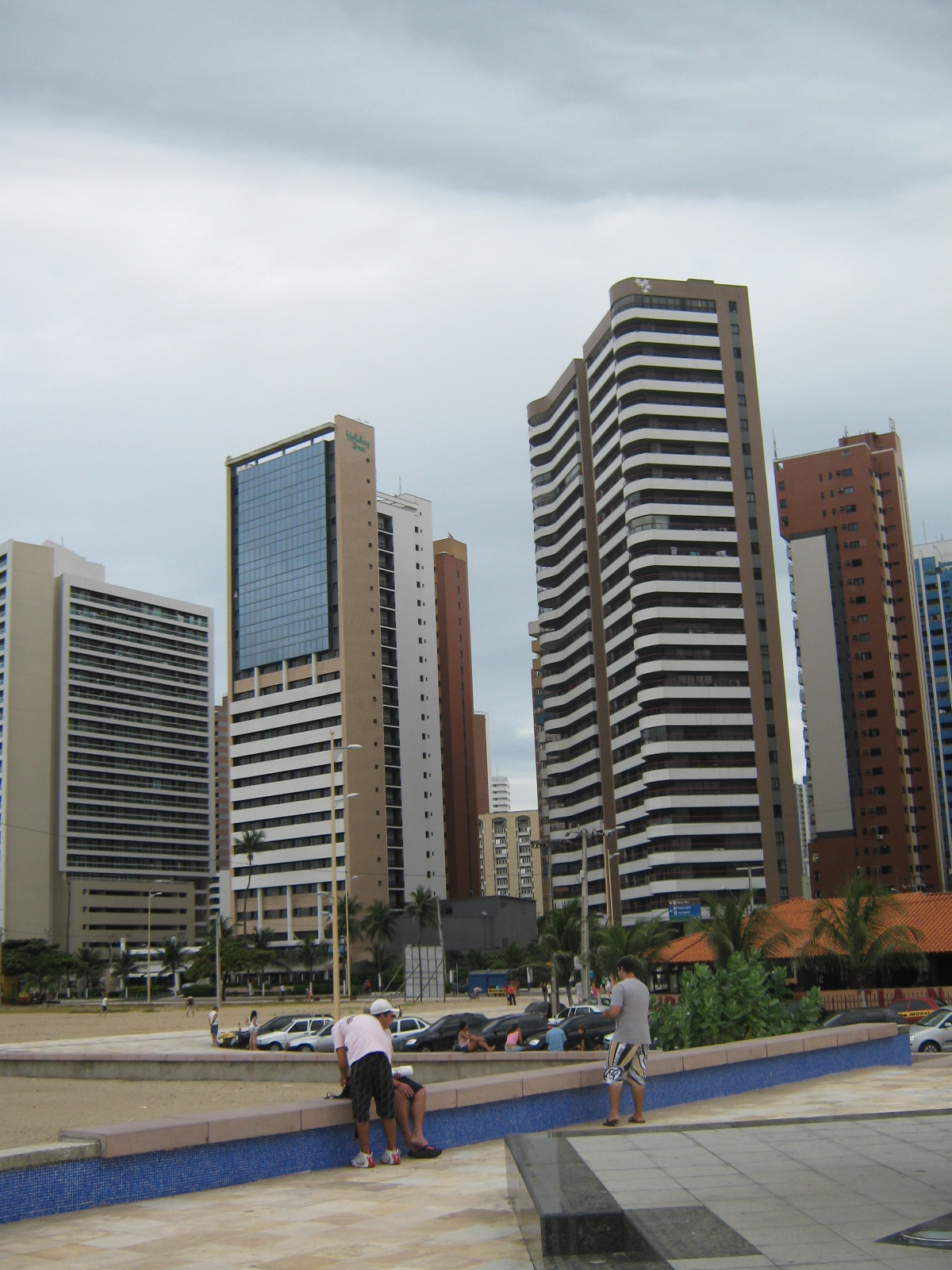
Immeubles vers la plage d'Iracema

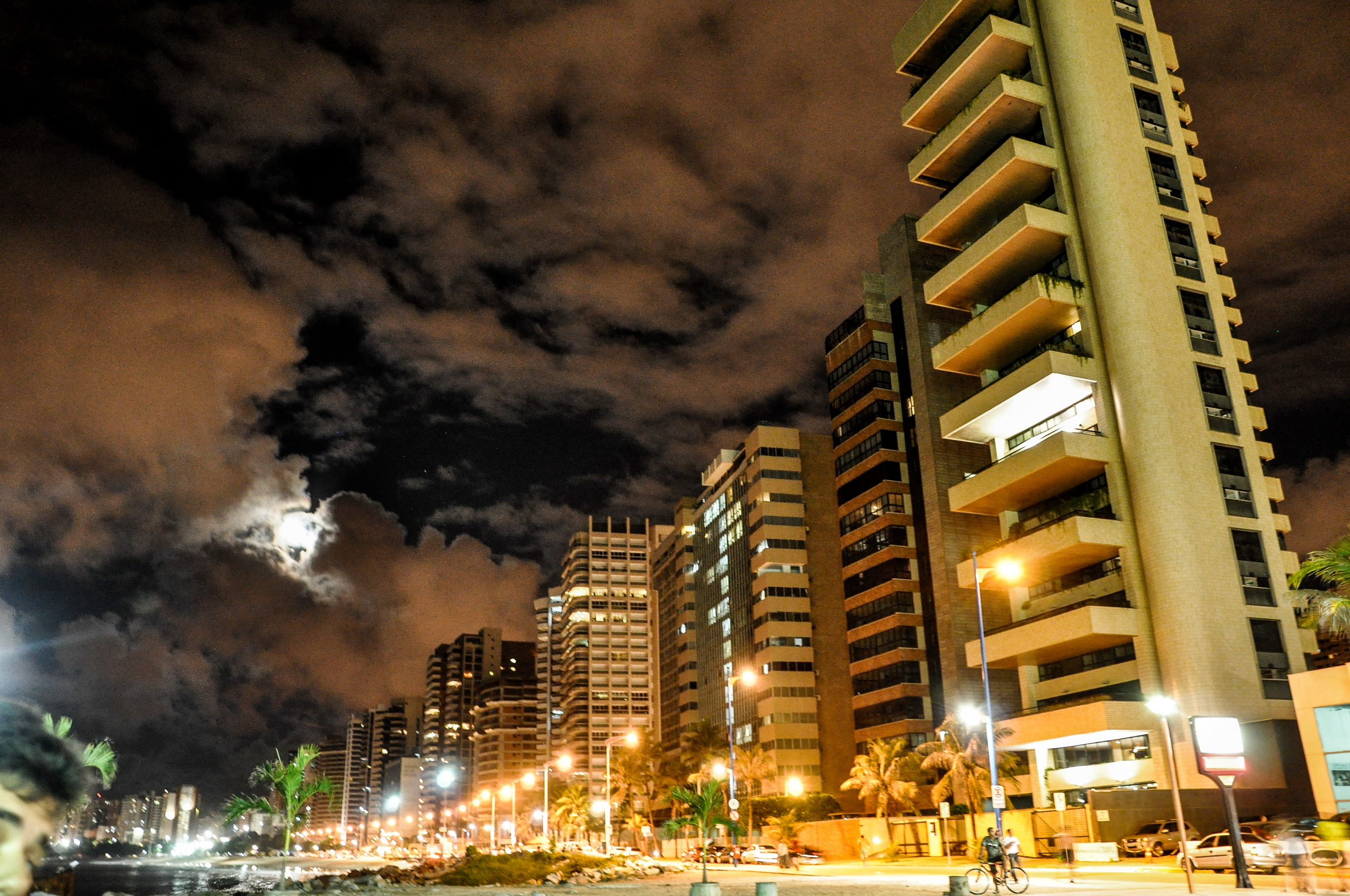
Immeubles résidentiels vers la plage d'Iracema

La plage d'Iracema (en portugais: Praia de Iracema) est une plage de la ville de Fortaleza, au Brésil.
En 2014, elle accueille la FIFA Fan Fest dans le cadre de la Coupe du monde de football.